# Mortal Kombat: Conquest
Mortal Kombat: Conquest es una serie de televisión estadounidense de artes marciales desarrollada por Juan Carlos Coto. Basada en la franquicia Mortal Kombat se emitió en sindicación durante una temporada, del 3 de octubre de 1998 al 22 de mayo de 1999. La serie sirve como precuela de los juegos, siguiendo al original Kung Lao (Paolo Montalbán) mientras protege Earthrealm con la ayuda del guardaespaldas Siro (Daniel Bernhardt) y la antigua ladrona Taja (Kristanna Loken). Fue uno de los primeros programas de acción en vivo basados en un videojuego que se emitió en la televisión de Estados Unidos, precedido únicamente por los segmentos de acción en vivo de The Super Mario Bros. Super Show!.

## Argumento
Hace muchos siglos, la Tierra era un planeta encantador y deseable. Poderoso y rico en recursos naturales, el vicioso megalómano Shao Kahn quería que la Tierra formara parte de su creciente colección de reinos conquistados conocida como Outworld. Para proteger la Tierra, se creó Mortal Kombat: un torneo en el que el destino del planeta se decide en batallas entre competidores de Earthrealm y Outworld. Quinientos años atrás, el monje guerrero Kung Lao derrotó al hechicero de Shao Kahn, Shang Tsung. Cuando Kung Lao le perdonó la vida, Shao encarceló a Shang en las minas de cobalto.
Kung Lao ahora tenía que entrenar a la próxima generación de guerreros, que darían sus vidas para salvar la Tierra. Kung Lao creó una asociación y amistad entre dos guerreros: Siro, un ex guardaespaldas, y Taja, una ex ladrona. En la misteriosa ciudad de Zhuzin, Kung Lao y sus nuevos amigos son guiados y vigilados por el dios del trueno Raiden. Los tres luchan ahora contra varios males tanto del Outworld como del Earthrealm, incluido un Shang Tsung encarcelado, que juró venganza eterna contra Kung Lao por su humillante derrota, y la sensual y seductora Vorpax, que también está encarcelada en las minas y tiene sus propios planes.

## Reparto

### Principal
- Paolo Montalbán como Kung Lao
- Daniel Bernhardt como Siro
- Kristanna Loken como Taja
- Tracy Douglas como Vorpax
- Bruce Locke como Shang Tsung
- Jeffrey Meek como Raiden y Shao Kahn

### Recurrentes
- John Reilly como Barón Reyland.
- Jennifer Renton como Geneviere «Jen» Reyland
- Angelica Bridges como Omegis
- Sung Hi Lee como Kiri
- Tahitia Hicks como Ankha
- Dana Hee como Siann
- Lena Cardwell como Lamera
- Jaime Pressly como Mika
- Renee Tenison como Sora
- Fabiana Udenio como Kreeya
- Roshumba Williams como Qali
- Eva Mendes como Hanna
- Andreea Radutoiu como Jola
- Alexander Walters como Tomas
- Alana de la Garza como Ella
- Greg Vaughan como Kebral
- Josie Davis como Perón
- Kathleen Kinmont como Dion

### Personajes del juego
- Chris Casamassa como Scorpion
- J.J. Perry como Sub-Zero
- Audie England/Dara Tomanovich como Kitana
- Sultan Uddin como Noob Saibot
- Adoni Maropis como Quan Chi
- Megan Brown como Mileena
- Percy «Spitfire» Brown como Rain
- Jim Helsinger como Reiko
- Jon Valera como Reptile

### Apariciones notables
Con Conquest inmediatamente después del programa de mayor audiencia de TNT, WCW Monday Nitro, los luchadores del WCW, Tonga Fifita y Wrath filmaron apariciones separadas.[cita requerida] La ex modelo QVC Dorian John interpretó a la camarera Magda en los episodios «Twisted Truth» y «Quan Chi».[cita requerida]

## Producción y lanzamiento
Mortal Kombat: Conquest fue producida por Threshold Entertainment (que produjo la serie de películas Mortal Kombat) en asociación con New Line Television (rama televisiva de la distribuidora de las películas). La serie fue distribuida por Warner Bros. Domestic Television Distribution. El programa se rodó en Disney-MGM Studios en Orlando, Florida. La unidad de Warner Bros. (poseedora final de la propiedad de Mortal Kombat), como hermano corporativo de New Line convertido en padre, sindicó la serie hasta que más tarde fue recogida por TNT, que emitió los episodios nuevos restantes además de emitir repeticiones de la primera tirada sindicada. Con una lucrativa franja horaria tras WCW Monday Nitro, Conquest fue muy popular, pero según el desarrollador del programa, Joshua Wexler, esto supuso unos costes presupuestarios más elevados de lo previsto. Al principio no se anunció la cancelación, y circularon rumores de una segunda temporada. Sin embargo, TNT canceló la serie, dejándola con un cliffhanger final. Estaba previsto que el final se resolviera en la segunda temporada, lo que habría resumido la serie y se habría correspondido con la línea temporal de MK.

## Episodios
| N.º en serie | N.º en temp. | Título                    | Dirigido por        | Escrito por                                                   | Fecha de lanzamiento original |
| ------------ | ------------ | ------------------------- | ------------------- | ------------------------------------------------------------- | ----------------------------- |
| 1            | 1            | «Warrior Eternal, Part 1» | Oley Sassone        | Juan Carlos Coto                                              | 3 de octubre de 1998          |
| 2            | 2            | «Warrior Eternal, Part 2» | Oley Sassone        | Juan Carlos Coto                                              | 10 de octubre de 1998         |
| 3            | 3            | «Cold Reality»            | Doug Lefler         | Steve Hattman                                                 | 17 de octubre de 1998         |
| 4            | 4            | «Immortal Kombat»         | Scott Paulin        | Sean Catherine Derek                                          | 24 de octubre de 1998         |
| 5            | 5            | «The Essence»             | Jim Johnston        | Gabriel Llanas                                                | 31 de octubre de 1998         |
| 6            | 6            | «Noob Saibot»             | Charles Siebert     | William Thomas Quick                                          | 7 de noviembre de 1998        |
| 7            | 7            | «Debt of the Dragon»      | Jim Johnston        | Sean Catherine Derek                                          | 14 de noviembre de 1998       |
| 8            | 8            | «Undying Dream»           | Rick Jacobson       | Carl Ellsworth                                                | 21 de noviembre de 1998       |
| 9            | 9            | «Quan Chi»                | Bruce Seth Green    | Steve Hattman                                                 | 28 de noviembre de 1998       |
| 10           | 10           | «Unholy Alliance»         | Charles T. Kanganis | Historia de: Kearie Peak Guion de: Sean Catherine Derek       | 5 de diciembre de 1998        |
| 11           | 11           | «Thicker Than Blood»      | Reza Badiyi         | Sean Catherine Derek                                          | 12 de diciembre de 1998       |
| 12           | 12           | «Shadow of a Doubt»       | Peter Ellis         | Nancy Greene, Steve Hattman & Sean Catherine Derek (teleplay) | 6 de febrero de 1999          |
| 13           | 13           | «Twisted Truth»           | Chip Chalmers       | Steve Hattman & Sean Catherine Derek                          | 13 de febrero de 1999         |
| 14           | 14           | «Festival of Death»       | Charles Siebert     | James Cappe                                                   | 20 de febrero de 1999         |
| 15           | 15           | «The Serpent and the Ice» | Jack Sholder        | Steve Hattman & Sean Catherine Derek                          | 27 de febrero de 1999         |
| 16           | 16           | «Kreeya»                  | Bruce Seth Green    | Sean Catherine Derek, James Cappe & Robert Rabinowitz         | 6 de marzo de 1999            |
| 17           | 17           | «The Master»              | Harvey S. Laidman   | James Cappe                                                   | 17 de abril de 1999           |
| 18           | 18           | «In Kold Blood»           | Reza Badiyi         | James Cappe                                                   | 24 de abril de 1999           |
| 19           | 19           | «Flawed Victory»          | Charles Siebert     | Steve Hattman & Sean Catherine Derek                          | 1 de mayo de 1999             |
| 20           | 20           | «Balance of Power»        | Scott Paulin        | Duke Sandefur                                                 | 8 de mayo de 1999             |
| 21           | 21           | «Stolen Lies»             | Reza Badiyi         | Sean Catherine Derek & James Cappe                            | 15 de mayo de 1999            |
| 22           | 22           | «Vengeance»               | Reza Badiyi         | Steve Hattman                                                 | 22 de mayo de 1999            |

## Curiosidades
- Jade no aparece en la serie. En su lugar aparece una guerrera de nombre Qali. Aparentemente es la madre de Jade, solo que esta aún no ha nacido.
- Kung Lao solo viste el chaleco y el sombrero que aparecen en Mortal Kombat 3 a inicios del capítulo 1 (cuando pelea con Shang Tsung), pero no se le vuelve a ver con esta ropa.
- Vorpax y Shang Tsung salen y entran de las minas de cobalto, pero casi al final de la temporada es cuando Shang Tsung no regresa a las minas.
- El sombrero de Kung Lao no tiene sus navajas características.
- Raiden usa como arma un martillo (como el que usó en Mortal Kombat 4), mientras que en el juego oficialmente es un bastón (que comenzó a usar a partir de Mortal Kombat: Deadly Alliance).
- Shao Kahn usa como arma una espada dentada, mientras que en el juego oficialmente su arma es un martillo (Wrath Hammer).
- Shao Kahn y Raiden son interpretados por el mismo actor (Jeffrey Meek). Dado que Shao Kahn usa una máscara y tiene un registro de voz más grave, no hubo problema alguno.
- Ni a Reiko ni a Smoke se les vio luchar.
- Nunca se supo por qué motivo estaba Vorpax en las minas de cobalto.
- En un capítulo, uno de los sacerdotes de las sombras de Shao Kahn muestra su rostro, pero después lo vuelve a cubrir con la capucha.
- En el capítulo 22, La venganza, nunca se supo lo que pasó con Omegis, ya que un sacerdote de las sombras la seguía.
- En la ciudad de Shakhana, el símbolo original de los "Defensores" es un centauro con 6 brazos, y a su alrededor aparecen los símbolos que representan a Scorpion, Sub-Zero, Baraka, Shang Tsung, Reiko, Reptile, Meat, Goro, Motaro, Sheeva y un sacerdote de las sombras.
- En toda la serie aparecen escenas del Escuadrón del Exterminio de Mortal Kombat: Annihilation como parte del reparto.

## Paralelo entre la serie y los videojuegos
Mortal Kombat: Conquest toma distintos acontecimientos directamente de la saga de videojuegos, pero los explica de un modo diferente o alternativo:
| Tema                                   | En la serie | En los videojuegos |
| -------------------------------------- | --- | --- |
| El origen de Scorpion                  | Shang Tsung, con ayuda de Vorpax, descubre en las minas de cobalto a un guerrero llamado Scorpion, cuyo espíritu está aprisionado dentro de un escorpión negro con amarillo. Tsung utiliza su magia para enviar al escorpión a la Tierra y liberar al espíritu. Éste toma posesión del cuerpo de Takeda, amigo de Kung Lao, y se transforma poco a poco en Scorpion. | El nombre real de Scorpion es Hanzo Hasashi, quien fue enviado a buscar el Mapa de los Elementos por encargo de Quan Chi. Pero Scorpion no sabía que Sub-Zero había sido enviado a la misma misión sin que ninguno de los dos supiera de ello. Se produce una pelea entre ambos y Scorpion muere a manos de Sub-Zero. Tras haber estado en el Infierno (NetherRealm), Scorpion regresa en busca de venganza por su muerte deshonrosa.                         |
| La rivalidad entre Sub-Zero y Scorpion | Shao Kahn ordena que Scorpion y Sub-Zero trabajen juntos para acabar con Kung Lao y sus amigos. Ni Scorpion ni los maestros del Lin Kuei ven la idea con buenos ojos, pero ambos terminan acatando la orden a regañadientes. La rivalidad se inicia por ver quién de los dos comandará la misión, y se acentúa cuando Scorpion ataca a una familia en el campo (presumiblemente la familia de Sub-Zero) y Sub-Zero, en un acto de venganza, mata a Peron (la compañera de Scorpion).                                                                                           | Scorpion al principio busca venganza porque su muerte a manos de Sub-Zero ha sido una muerte sin honor. Tras completar su venganza (en Mortal Kombat) acepta ser el protector de su hermano menor, pero la rivalidad surge nuevamente por acción de Quan Chi, quien engaña a Scorpion al decirle que él y su clan asesinaron a su familia. La rivalidad termina cuando Scorpion descubre esta mentira, redirigiendo su odio y sed de venganza hacia Quan Chi. |
| Noob Saibot                            | Noob Saibot es un guerrero que se halla prisionero en unas catacumbas antiguas. Siro es engañado por Kiri y Ankha para liberarlo, haciéndole creer que al liberarlo absorbería sus poderes y sería tan poderoso como Kung Lao. | Noob Saibot fue en realidad Sub-Zero (el que apareció en Mortal Kombat I). Luego de morir a manos de Scorpion, el alma de Sub-Zero descendió al NetherRealm. La esencia maligna de este reino corrompió su alma, transformándolo en Noob Saibot y uniéndose a Quan Chi en la Hermandad de las Sombras. |
| Las compañeras de Quan Chi             | Son 3 asesinas no-muertas: Siann, Mika y Sora | Son 3 asesinas con apariencia humana pero que son en realidad demonios: Kia, Jataaka y Sareena. |
| Smoke y la traición de Sub-Zero        | Sub-Zero es declarado traidor hacia el Lin Kuei por haber asesinado a uno de los Grandes Maestros del clan. Smoke es asignado para ser su verdugo. | Smoke y Sub-Zero son compañeros y amigos dentro del Lin Kuei. Al negarse ambos a someterse al proceso de automatización para convertirse en cyborgs, son declarados traidores, por lo que deciden huir. Sub-Zero logra escapar, pero Smoke es capturado y convertido en cyborg contra su voluntad, para luego ser enviado a asesinar a Sub-Zero (junto con Sektor y Cyrax).                                                                                   |
| La apariencia de Mileena               | Mileena era inicialmente una mutante sin muestra alguna de belleza. Shao Kahn le ofrece ser tan hermosa como Kitana a cambio de asesinar a Kung Lao haciéndose pasar por Kitana. En castigo por haber fallado en su cometido, el Emperador le permite conservar parcialmente su belleza pero manteniendo los dientes afilados de mutante, como para recordarle al mismo tiempo lo que Mileena quiso ser (una hermosa mujer) y lo que ella es en realidad (una grotesca mutante). Shao Kahn obliga a Mileena a llevar una máscara para cubrir su boca y así ocultar su fealdad. | Mileena es un clon de Kitana, creado por Shang Tsung, a fin de darle al Emperador la hija que siempre quiso pero que fuera tan letal como Baraka. Su apariencia se debe a que se trata en realidad de un híbrido creado a partir de Kitana y la raza de Baraka. Lleva una máscara para hacerse pasar por la hermana gemela de Kitana sin mostrar los dientes afilados propios de los tarkatan.                                                                |
| La invasión al Reino de la Tierra      | Shao Kahn decide invadir la Tierra poniendo como pretexto deshacerse de todos sus enemigos que intentan traicionarlo y oponerse a él, desatando una carnicería que incluye a Siro, Taja y Kung Lao, quienes terminan siendo asesinados por los Sacerdotes de las Sombras. | Shao Kahn decide invadir la Tierra poniendo como pretexto reclamar a su Reina, Sindel, resucitada precisamente en el Reino de la Tierra por acción de Shang Tsung. |

Existen también otras aparentes similitudes entre la serie y los videojuegos, surgiendo estas primero en la serie y luego en los juegos:
- El maestro de Kung Lao en la serie se llama Cho. El nombre suena como una abreviación del nombre Bo' Rai Cho, quien es a su vez maestro de Kung Lao y Liu Kang en los videojuegos.
- Smoke se muestra en la serie como un guerrero hecho completamente de humo y con ojos rojos y brillantes, un aspecto parecido al que tendría después en Mortal Kombat: Deception (en su traje alternativo) y Mortal Kombat: Armageddon (en su traje principal).
- En la serie, uno de los capítulos tuvo como eje central una alianza entre Shang Tsung y Quan Chi (el capítulo 10, Unholy Alliance o "Alianza no santificada"). En la saga de videojuegos, uno de los juegos también tuvo como eje central una alianza entre ellos (Mortal Kombat: Deadly Alliance).

## Medios domésticos
Mortal Kombat: Conquest se ha editado en DVD en el Reino Unido y Australia, donde tuvo más éxito en televisión. Las colecciones no oficiales producidas en el Reino Unido consisten en episodios no relacionados y editados, fusionados de forma que cada disco contiene un tema, y algunos de los DVD contienen errores ortográficos en las portadas. En Alemania se editaron varios episodios de la serie, consistentes en un programa por disco; dos de los discos contienen episodios centrados en Kreeya y Sub-Zero. Recientemente también se han editado DVD en Portugal, con muchos errores ortográficos en las carátulas. En 2015, Warner Home Video lanzó Mortal Kombat: Conquest - Season One en DVD en la Región 1 por primera vez.

## Recepción
En 2010, 4thletter! clasificó Conquest como sexto en la lista de «Las diez cosas más ridículas que han salido de Mortal Kombat». En 2011, 1UP.com presentó la serie en el artículo «Las diez veces que Mortal Kombat se equivocó», calificándola de un desastre «wire-fu».